# Kockázatkezelő
A kockázatkezelő bankok, pénzügyi szervezetek belső szabályzataiban rögzített tevékenységet folytató szakember (tipikusan közgazdász, jogász) aki a már megkötött, vagy kötés előtt álló üzleteket a generált kockázat szempontjából elemzi és véleményezi, illetve javasolja azoknak a bankári vagy jogi biztosítékoknak a bevonását, melyek a kockázatot elfogadható szintre leszállítják. A kockázatkezelő az adott szakterület döntéshozó grémiumának (tipikusan Cenzúra Bizottság) általában állandó tagja. 
Feladatát képezi hitel, biztosíték illetve egyéb kockázati elemzések készítése, hitelezési és egyéb természetű egyedi döntések véleményezése, a work-out tevékenység során a célravezető alternatívák véleményezése.